# 罗卡戈尔加
罗卡戈尔加（義大利語：Roccagorga），是意大利拉蒂纳省的一个市镇。总面积23.98平方公里，人口4763人，人口密度198.6人/平方公里（2009年）。ISTAT代码为059021。